# Ethadophis foresti
Ethadophis foresti är en fiskart som först beskrevs av Jean Cadenat och Roux, 1964.  Ethadophis foresti ingår i släktet Ethadophis och familjen Ophichthidae. Inga underarter finns listade i Catalogue of Life.